# 錢錢
錢錢（英語：Monica Dong；1955年3月20日—），原名錢麗珊（英語：Chin Lai San），曾任職美國、加拿大及澳洲電台節目主持人，資深廣播人，曾是香港商業電台在1980年代初期非常受歡迎的電台節目的「六啤半」成員之一，愛狗之人；曾主持「難得糊塗」錢錢亦曾主唱音樂專輯六啤半中的《冷雨》一曲。除了電台廣播以外，還涉獵繪畫、著書、作曲、填詞等，以及致力參與愛護動物活動。

## 背景
鑒於她的居所與電台有太大距離，每日來回車程須花上四小時實在不化算，所以週一至五的都是製作節目；但是她所有週末節目都是現場直播。錢錢知識廣博，咬字清楚，保持標準英語口音，節目內容豐富包括時事評論，生活智慧，包羅萬有。根據最權威的Arbitron Ratings統計，錢錢主持的節目以相對比例, 收聽率比全美最受歡迎電台主持Howard Stern更為高；由始至終，她與美加所有電台的關係亦良好。她的退出為實踐個人抱負，希望重拾畫筆及致力救助動物工作。
1999年復出廣播界之前，錢錢的畫在英國倫敦、美國卡梅爾海、比華利山、帕薩迪納、拉古納海灘及洛杉磯均有畫廊代銷。現退休後, 錢錢受委託畫的 commissioned pieces ，受益全數捐贈不同的救助動物組織。設立難得糊塗網站 www.chienchien.net, 亦為提昇聽眾對動物的愛心。自2013年7月之後，錢錢主持的節目可在「難得糊塗」網站收聽。錢錢的個人網站為 www.monicadong.com。

## 外部連結
- 《難得糊塗》官方網址 （页面存档备份，存于）
- 錢錢個人網址 （页面存档备份，存于）
- 簡介：溫哥華 （页面存档备份，存于）